# موروتک
موروتک یک روستا در ایران است که در دهستان مود شهرستان سربیشه واقع شده‌است. موروتک ۱۶ نفر جمعیت دارد.